# FIBA Ozeanien
FIBA Ozeanien (offiziell FIBA Oceania) ist eine Zone und eine von fünf kontinentalen Konföderationen, innerhalb des Weltbasketballverbandes FIBA. FIBA Ozeanien ist für die Organisation und Leitung der internationalen Turniere  innerhalb ihrer Zone verantwortlich. Die Konföderation, bei der zweiundzwanzig nationale Verbände Mitglied sind, hat ihren Sitz in Southport, Australien. Der derzeitige Präsident ist David Reid aus Australien. Die letzten Ozeanienmeisterschaften wurden 2015 ausgetragen. Seitdem treten die ozeanischen Nationalverbände bei der FIBA Asienmeisterschaft an, sowohl bei den Herren als auch den Damen.

## Geschichte
FIBA Ozeanien wurde von Al Ramsay in 1967 gegründet. Damals bekannt als die „Oceania Basketball Confederation“, wurde FIBA Ozeanien, während des FIBA Kongresses 1968 in Mexiko-Stadt, als FIBA Zone anerkannt.

## Mitglieder
| Nation                             | Verband                                                 | Mannschaften                                           | Eintrittsjahr FIBA |
| ---------------------------------- | ------------------------------------------------------- | ------------------------------------------------------ | ------------------ |
| Amerikanisch-Samoa                 | American Samoa Basketball Association                   | Herren (U-19 • U-17 • U-15) Damen (U-19 • U-17 • U-15) | 1976               |
| Australien                         | Basketball Australia                                    | Herren (U-19 • U-17 • U-15) Damen (U-19 • U-17 • U-15) | 1947               |
| Cookinseln                         | Cook Islands Basketball Association                     | Herren (U-19 • U-17 • U-15) Damen (U-19 • U-17 • U-15) | 1985               |
| Fidschi                            | Fiji Amateur Basketball Federation                      | Herren (U-19 • U-17 • U-15) Damen (U-19 • U-17 • U-15) | 1979               |
| Guam                               | Guam Basketball Confederation                           | Herren (U-19 • U-17 • U-15) Damen (U-19 • U-17 • U-15) | 1974               |
| Kiribati                           | Kiribati Basketball Association                         | Herren (U-19 • U-17 • U-15) Damen (U-19 • U-17 • U-15) | 1987               |
| Marshallinseln                     | Rep. of the Marshall Islands Basketball Federation Inc. | Herren (U-19 • U-17 • U-15) Damen (U-19 • U-17 • U-15) | 1987               |
| Föderierte Staaten von Mikronesien | Federated States of Micronesia Basketball Association   | Herren (U-19 • U-17 • U-15) Damen (U-19 • U-17 • U-15) | 1986               |
| Nauru                              | Nauru Basketball Association                            | Herren (U-19 • U-17 • U-15) Damen (U-19 • U-17 • U-15) | 1975               |
| Neukaledonien                      | Région Fédérale de Nouvelle Calédonie de Basketball     | Herren (U-19 • U-17 • U-15) Damen (U-19 • U-17 • U-15) | 1974               |
| Neuseeland                         | Basketball New Zealand                                  | Herren (U-19 • U-17 • U-15) Damen (U-19 • U-17 • U-15) | 1951               |
| Norfolkinsel                       | Norfolk Island Basketball Association                   | Herren (U-19 • U-17 • U-15) Damen (U-19 • U-17 • U-15) | 1999               |
| Nördliche Marianen                 | Basketball Association of the Northern Mariana Islands  | Herren (U-19 • U-17 • U-15) Damen (U-19 • U-17 • U-15) | 1981               |
| Osttimor                           | National Basketball Federation of East Timor            | Herren (U-19 • U-17 • U-15) Damen (U-19 • U-17 • U-15) | 2013               |
| Palau                              | Palau Amateur Basketball Association                    | Herren (U-19 • U-17 • U-15) Damen (U-19 • U-17 • U-15) | 1988               |
| Papua-Neuguinea                    | Basketball Federation of Papua New Guinea               | Herren (U-19 • U-17 • U-15) Damen (U-19 • U-17 • U-15) | 1963               |
| Samoa                              | Samoa Basketball Association                            | Herren (U-19 • U-17 • U-15) Damen (U-19 • U-17 • U-15) | 1982               |
| Salomonen                          | Solomon Islands Amateur Basketball Federation           | Herren (U-19 • U-17 • U-15) Damen (U-19 • U-17 • U-15) | 1987               |
| Tahiti                             | Fédération Tahitienne de Basketball                     | Herren (U-19 • U-17 • U-15) Damen (U-19 • U-17 • U-15) | 1960               |
| Tonga                              | Tonga Basketball Federation                             | Herren (U-19 • U-17 • U-15) Damen (U-19 • U-17 • U-15) | 1987               |
| Tuvalu                             | Tuvalu Basketball Association                           | Herren (U-19 • U-17 • U-15) Damen (U-19 • U-17 • U-15) | 1987               |
| Vanuatu                            | Vanuatu Amateur Basketball Federation                   | Herren (U-19 • U-17 • U-15) Damen (U-19 • U-17 • U-15) | 1966               |
| Quelle:                            |                                                         |                                                        |                    |

## Die in der Weltrangliste platzierten Mannschaften der Zone
→ Siehe auch: FIBA-Weltrangliste
Die ozeanischen Verbände sind innerhalb der Weltrangliste, in der FIBA Asien Zone eingegliedert, da sie an deren kontinentaler Meisterschaft teilnehmen. 

### Herren
| Rang | Zonenrang | Team               | Punkte |
| ---- | --------- | ------------------ | ------ |
| 7.   | 1.        | Australien M       | 733,1  |
| 22.  | 3.        | Neuseeland         | 491,4  |
| 88.  | 18.       | Guam               | 111,4  |
| 125. | 27.       | Samoa              | 64,4   |
| 137. | 32.       | Tahiti             | 53,4   |
| 139. | 33.       | Tonga              | 52,2   |
| 142. | 35.       | Amerikanisch-Samoa | 49,1   |
| 152. | 41.       | Fidschi            | 33,7   |
| 156. | 44.       | Cookinseln         | 25,6   |

### Damen
| Rang | Zonenrang | Team       | Punkte |
| ---- | --------- | ---------- | ------ |
| 2.   | 1.        | Australien | 716,2  |
| 26.  | 5.        | Neuseeland | 285,3  |
| 110. | 21.       | Fidschi    | 40     |

M Momentaner Meister der Zone
(Stand: 28. März 2025)

## Wettbewerbe

### Für Nationalmannschaften
- Basketball-Ozeanienmeisterschaft (bis 2015)
- Basketball-Ozeanienmeisterschaft der Damen (bis 2015)
- FIBA Ozeanien Jugendmeisterschaft (U-20) (bis 2010)
- FIBA Ozeanien Jugendmeisterschaft der Damen (U-20) (bis 2010)
- FIBA U-17 Ozeanien Meisterschaft
- FIBA U-17 Ozeanien Meisterschaft der Damen
- FIBA U-15 Ozeanien Meisterschaft
- FIBA U-15 Ozeanien Meisterschaft der Damen

- FIBA Melanesischer Basketball Cup
- FIBA Mikronesischer Basketball Cup
- FIBA Polynesischer Basketball Cup

## Vorstand der FIBA Ozeanien
| Funktion           | Name                  | Beleg       |
| ------------------ | --------------------- | ----------- |
| Präsident          | David Reid            | [ 3 ] [ 7 ] |
| Mitglied           | John Carey            | [ 7 ]       |
| Mitglied           | Megan Helen Compain   | [ 7 ]       |
| Mitglied           | Frank Cruz            | [ 7 ]       |
| Mitglied           | Jubilee Kiruu Kuartei | [ 7 ]       |
| Mitglied           | Ioane Naivalura       | [ 7 ]       |
| Exekutivdirektorin | Amanda Jenkins        | [ 7 ] [ 8 ] |
| Ehrenpräsident     | Burton Shipley        | [ 7 ]       |